# Věra Chytilová
Věra Chytilová (Ostrava, 2 febbraio 1929 – Praga, 12 marzo 2014) è stata una regista ceca, pioniera del cinema ceco e rappresentante del cinema d'avanguardia.  nota internazionalmente come una delle principali esponenti del cinema ceco-slovacco grazie a opere come Le margheritine (1966) e Un sacco di pulci (1962) che contribuirono a far nascere il movimento della Nová vlna; bandita dal governo durante gli anni '60, suoi film, nonostante venissero fatti partecipare a festival internazionali come produzione di Stato, venivano però censurati in patria.

## Biografia
Ricevette una rigida educazione cattolica che in seguito avrebbe influenzato molte delle questioni morali presentate nei suoi film. Mentre frequentava il college, studiò prima filosofia e architettura per poi abbandonare tutto per lavorare come disegnatrice, modella e ritoccatrice di foto prima di trovare lavoro nel cinema attraverso il Barrandov Film Studios di Praga. All'età di 28 anni venne accettata alla scuola di cinema e TV dell'accademia delle arti di Praga (FAMU) divenendo la prima donna a studiare regia in quella scuola. In questo periodo studiò con il regista Otakar Vavra, prima di diplomarsi nel 1962. Si sposò con il direttore della fotografia Jaroslav Kučera che aveva conosciuto mentre frequentava la FAMU. Ebbero due figli: Tereza Kučerová (nata nel 1964) e il direttore della fotografia Štěpán Kučera (nato nel 1968).
La sua dedizione alla sua visione artistica si manifestò presto con la sceneggiatura del suo film di diploma, Strop/Ceiling, rifiutata dal suo professore per la sua natura kitsch; dopo aver chiesto al suo compagno di classe Pavel Juráček di riscrivere la sceneggiatura per riproporla all'approvazione dell'insegnante, girò lo stesso il film basandosi sulla sceneggiatura originale. Dopo essersi laureata alla FAMU, realizzò due cortometraggi che vennero distribuiti in tutta la Cecoslovacchia e, nel 1963, diresse il suo primo lungometraggio, Something Different.
Nel 1966 diresse Sedmikrásky che divenne noto per la mancanza di una narrazione continua e uno stile visivo brusco. Disse poi che aveva strutturato il film per "limitare il sentimento di coinvolgimento [dello spettatore] e condurlo alla comprensione dell'idea o della filosofia sottostante". I personaggi, entrambi chiamati Marie, dichiarano all'inizio del film che, poiché il mondo è viziato, allora anche loro saranno viziate. Il film è considerato quello più all'avanguardia del nuovo cinema ceco. Il film fu bandito in Cecoslovacchia fin dalla sua prima uscita nel 1966 fino al 1967 a causa delle sue rappresentazioni e delle immagini di spreco di cibo ma, nel 1966, vinse il Gran Premio al Festival di Bergamo in Italia e rese nota la Chytilová a livello nazionale e internazionale. Il governo le rese difficile trovare lavoro in Cecoslovacchia. Il suo film successivo, Ovoce stromů rajských jíme (1969), fu il suo ultimo film prima dell'invasione da parte dell'Unione Sovietica nel 1968 dopo la quale fu praticamente impossibile per lei realizzare altri film e allora si dedicò alla regia di spot pubblicitari con il cognome di suo marito, Jaroslav Kučera. Si rifiutò però di lasciare la Cecoslovacchia dopo l'invasione affermando che "Fare film divenne allora una missione".
Nel 1976 fu contattata dal governo per dirigere film attraverso una delle società di produzione gestite dallo stato. Nello stesso periodo fu chiamata negli Stati Uniti per un festival cinematografico dedicato alle donne dove venne proiettato Sedmikrásky come film di apertura. Impossibilitata a recarsi negli USA a causa del governo, il festival esercitò delle pressioni presentando una petizione a favore di Chytilová e questo le permise di dirigere un nuovo film, Hra o jablko (1976) che venne poi proiettato al Karlovy Vary International Film Festival, vincendo il Silver Hugo e il Chicago International Film Festival. Successivamente poté continuare a girare film ma fu sempre oggetto di polemiche e censure da parte del governo. L'ultimo film risale al 2006.

## Filmografia
- Kocicina - Pan Ká (1960)
- Zelená ulice (1960)
- Zurnal FAMU - První obcasník (1961, episodio "Ríkánky")
- Pytel blech (1962)
- Qualcosa d'altro (O necem jiném) (1963)
- Tavola calda universo (Perličky na dně) (1965)
- Le margheritine (1966)
- Il frutto del paradiso (Ovoce stromů rajských jíme) (1969)
- Strop (1970)
- Ovoce stromu rajských jíme (1970)
- Kamarádi (1971)
- Il gioco della mela (1977)
- Cas je neúprosný (1978)
- Panelstory aneb Jak se rodí sídliste (1980)
- Calamità (1982)
- Chytilova Versus Forman (1982)
- Faunovo velmi pozdní odpoledne (1983)
- Capitali culturali d'Europa (1983)
- Praha - neklidné srdce Evropy (1984)
- Vlci bouda (1987)
- Sasek a královna (1988)
- Kopytem sem, kopytem tam (1989)
- T.G.M. - osvoboditel (1990)
- Mí Prazané mi rozumeji (1991)
- Dedictví aneb Kurvahosigutntag (1992)
- Jak se zije... (1997, serie TV, 1 episodio)
- Pasti, pasti, pasticky (1998)
- Vzlety a pády (2000)
- Gen: Galerie elity národa (2001-2002, serie TV, 2 episodi)
- 12 odvázných (2004, serie TV, 1 episodio)
- Pátrání po Ester (2005)
- Táta jako máma (2006, miniserie TV, 1 episodio)
- Hezké chvilky bez záruky (2006)

## Riconoscimenti
- Ordre des Arts et des Lettres[17]